# Ordine del Belize
L'Ordine del Belize è la seconda tra le onorificenze del Belize in ordine di importanza. L'Ordine venne fondato nel 1991 per ricompensare i cittadini stranieri che si fossero distinti grandemente nei confronti del Belize.

## Insegne
- Il nastro è rosso con una striscia blu al centro, i colori della bandiera del Belize